# Natalie Jean
Natalie Jean, née en 1961, est une romancière et nouvelliste québécoise.

## Biographie
Issue du milieu des arts visuels, Natalie Jean pratique la danse contemporaine en plus de travailler à titre de graphiste à Montréal et à Québec avant de se consacrer à l'écriture,.
Comme nouvelliste, elle fait paraître Je jette mes ongles par la fenêtre (L'Instant même, 2008), Ma belle ombre (J'ai vu, 2011), Le vent dans le dos (Leméac, 2014) ainsi que Le goût des pensées sauvages : et autres nouvelles (Leméac, 2020),,,. Natalie Jean publie également deux romans, soit Imago (Leméac, 2016) ainsi que La vie magique (Leméac, 2018),.
Récipiendaire du Prix de la bande à Moebius (2014), du Prix des abonnés du Réseau des bibliothèques de la Ville de Québec (2014), du Prix de création littéraire de la Ville de Québec (2015) ainsi que du Prix Adrienne-Choquette (2021), Natalie Jean est également finaliste du Prix de création littéraire de la Ville de Québec (2017),,,,.

## Œuvres

### Nouvelles
- Je jette mes ongles par la fenêtre, Québec, L'Instant même, 2008, 157 p. (ISBN 978-2-89502-269-5)

- Ma belle ombre, avec des photographies de Manon De Pauw, Québec, J'ai vu, 2011, 47 p. (ISBN 978-2-922763-35-5)
- Le vent dans le dos, Montréal, Leméac, 2014, 157 p. (ISBN 9782760933798)
- Le goût des pensées sauvages : et autres nouvelles, Montréal, Leméac, 2020, 139 p. (ISBN 9782760948334)

### Romans
- Imago, Montréal, Leméac, 2016, 269 p. (ISBN 9782760947351)
- La vie magique, Montréal, Leméac, 2018, 172 p. (ISBN 9782760947870)

## Prix et distinctions
- 2014 - Récipiendaire : Prix de la bande à Moebius (pour le texte Samedis)[8]
- 2014 - Récipiendaire : Prix des abonnés du Réseau des bibliothèques de la Ville de Québec[2]
- 2015 - Récipiendaire : Prix de création littéraire de la Ville de Québec (pour Le vent dans le dos)[9],[10]
- 2017 - Finaliste : Prix de création littéraire de la Ville de Québec (pour Imago)[11]
- 2021 - Récipiendaire : Prix Adrienne-Choquette (pour Le goût des pensées sauvages)[12]